# Universitat Autònoma de Madrid
La Universitat Autònoma de Madrid (UAM) és una universitat pública fundada l'any 1968. Té set facultats: Ciències, Dret, Filosofia i Lletres, Psicologia, Medicina, Ciències Econòmiques i Empresarials, Formació de Professorat i Educació i l'Escola Politècnica Superior, a més de set Escoles Universitàries adscrites (cinc d'infermeria, una de fisioteràpia i una de magisteri). Té un total de 59 departaments.